# Base Y

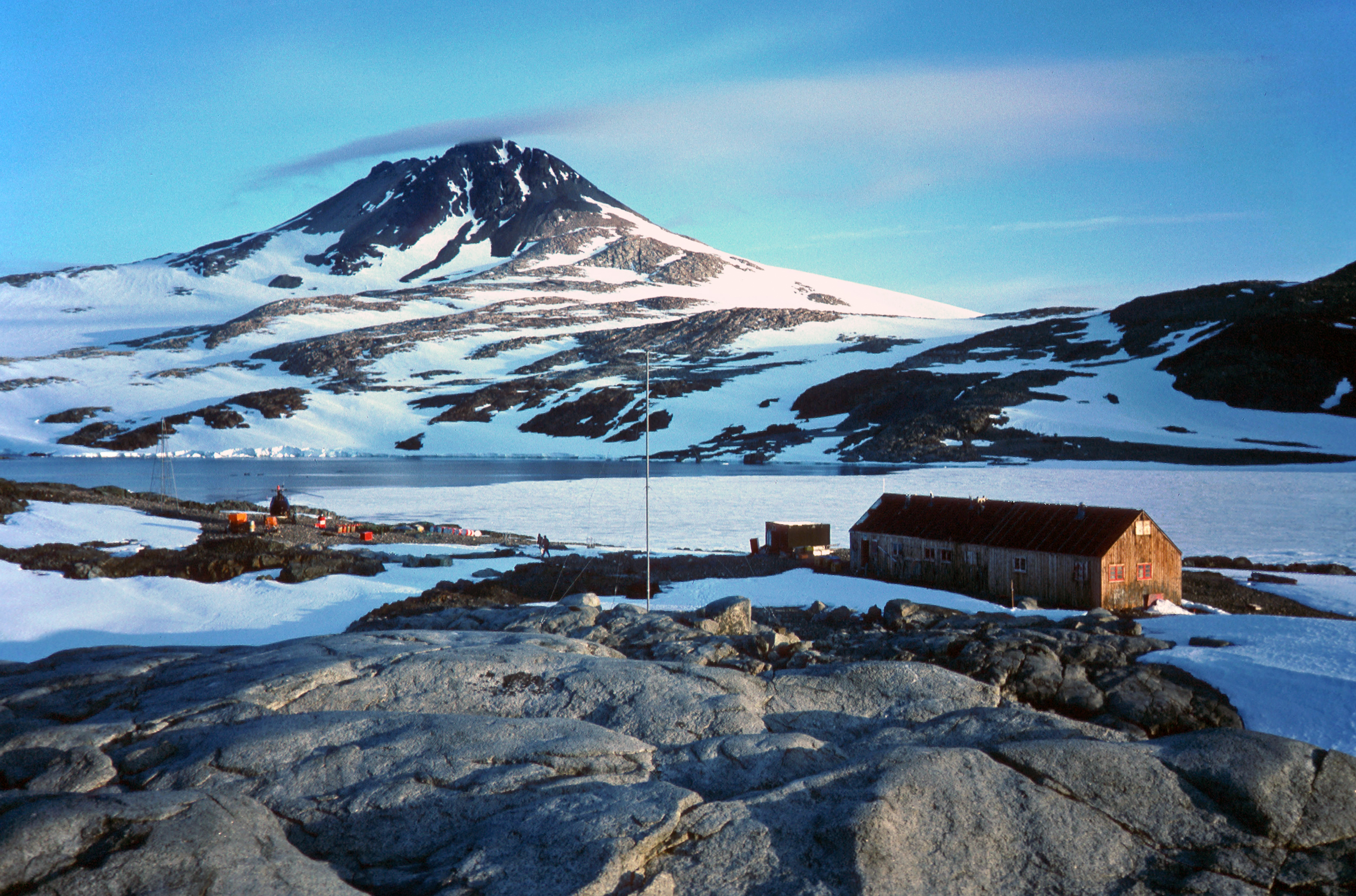
Base Y.

La Base Y - Isla Horseshoe (en inglés: Station Y — Horseshoe Island) es una estación cerrada de investigación del Reino Unido ubicada en la isla Herradura (Horseshoe) en el fiordo Bourgeois de la bahía Margarita en la Antártida. En esta base se realizaron investigaciones sobre topografía, geología y meteorología. Su capacidad era de 4 a 10 personas.

## Historia
La base fue construida por el Falkland Islands Dependencies Survey y ocupada desde el 11 de marzo de 1955 hasta el 21 de agosto de 1960 cuando el personal fue transferido a la Base E. Durante el Año Geofísico Internacional de 1957-1958 la base contribuyó con observaciones. Consiste en un edificio principal, que fue ampliado en 1956, un cobertizo, perreras, y un almacén de emergencia. Fue reabierta del 7 de marzo de 1969 al 11 de julio de 1969. Luego la base permaneció cerrada, excepto por el uso excepcional de personal de la Base Rothera. Las instalaciones se han mantenido en buenas condiciones y la base permanece equipada con reservas de alimentos y combustible, herramientas, equipos de radio y un generador diésel. Desde esta base se realizaron excursiones de exploración con trineos tirados por perros.

## Refugio de la isla Blaiklock
Asociado a la base se halla el Refugio de la isla Blaiklock (Blaiklock Island Refuge), ubicado a 67°32′S 67°12′O / -67.533, -67.200 en el lado norte de  la isla Blaiklock, que fue construido para servir de puesto de avanzada. Este refugio fue ocupado intermitentemente desde el 6 de marzo de 1957 hasta 1958, por el personal de la Base Y, y por miembros de las bases W y E.

## Sitio y Monumento Histórico
El sitio fue limpiado por el British Antarctic Survey en marzo de 1995 y los trabajos de restauración comenzaron en marzo de 1997. El 19 de mayo de 1995 fue designada Sitio y Monumento Histórico SMH-63 Base Y a propuesta y gestión del Reino Unido. El sitio incluye también al Refugio Isla Blaiklock, también limpiado y reparado en marzo de 1997, y que permanece equipado.
En la colina Beacon se halla una cruz que recuerda a los fallecidos el 27 de mayo de 1958: S. E. Black, D. Statham y G. Stride.